# 四川大学附属中学
四川大学附属中学，简称川大附中，又名四川省成都市第十二中学，位于中国四川省成都市武侯区太平南新街68号，是四川省首批省级重点中学及国家级示范学校。
学校前身为1908年创建的四川省城高等学堂附设中学堂，1916年改为成都高等师范学校附属中学，1927年为成都师范大学附属中学，1931年为国立四川大学附属中学，1941年为国立四川大学师范学院附属中学。中华人民共和国成立后，川大附中改名为成都市第十二中学，后又恢复校名，并合并成都第二十九中学与成都第五十中学等，发展为今川大附中。高中部位于成都市武侯区太平南新街68号，初中部位于四川省成都市武侯区航空路16号。共有高中部望江校区和初中部科华校区这两个校区。
该学校曾用名包括四川省城高等学堂附设中学堂、四川省高等师范学校附属中学、成都师范大学附属中学，国立四川大学附属高级中学、国立四川大学附属中学、国立四川大学师范学院附属中学、中国科学院四川分院科学技术学校。

## 历史
- 1906年，试办四川省城高等学堂（四川大学前身）附设中学堂。学校设址成都南教场。
- 1908年，正式创建四川省城高等学堂（四川大学前身）附设中学堂。
- 1918年，更名为四川省高等师范学校附属中学。学校设址指挥街，后迁回南教场。
- 1927年，更名为成都师范大学附属中学。学校设址皇城贡院、五世同堂（南教场旁）、东马棚街（今成都市教科院）。
- 1931年，更名为国立四川大学附属高级中学。
- 1932年，更名为国立四川大学附属中学
- 1941年，更名为国立四川大学师范学院附属中学。校址迁至峨眉山报国寺侧。
- 1943年，校址迁至四川大学列五馆。
- 1946年，校址迁至郭家桥军毯厂（四川大学南侧）。
- 1948年下半年至1949年上半年，校址临时迁至白药厂，后迁回四川大学临江馆。
- 1950年，私立桂溪中学（1947年建校）并入。校址迁至三瓦窑建国纸厂（原四川大学新生院旧址）。
- 1953年，更名为四川省成都市第十二中学。
- 1959年，更名为中国科学院四川分院科学技术学校。
- 1962年，恢复为四川省成都市第十二中学。
- 1963年7月，学校迁至九眼桥原纺校校址。
- 2003年，合并成都市第二十九中学，加挂“四川大学附属中学”校牌。因成都市十二中与成都市二十九中仅一墙之隔，九眼桥校址位置不变，整体门牌变更为太平南新街68号。
- 2006年，学校划拨武侯区直管。
- 2008年，合并成都市第五十中学。“四川大学附属中学”校名变更为正校名，“成都市第十二中学”变更为副校名。同时，高中部与初中部分校区进行教学。高中校区于九眼桥原校址不变，初中部迁至成都市武侯区航空路16号。
- 2009年，学校与新津华润高中签约互动发展联盟协议，形成川大附中教育集团。
- 2012年，学校与新津华润初中结为互动发展联盟学校。
- 2013年，学校与广安二中结为互动发展结对帮扶学校。同年12月，经四川省教育厅复核，正式批准为“四川省二级示范性普通高中”。
- 2016年9月，经四川省教育厅批准，正式晋升为“四川省一级示范性普通高中”。
- 2019年，与南江中学成为结对合作发展学校，成立川大附中教育集团。

## 学校传统

### 校训
有教无类 作育英才

### 校风、教风、学风
- 校风：除了奋斗 别无选择

- 教风：潜心研究 仁心育人

- 学风：悉心研习 静心成才[2]